# Chocky, ruimteverkenner op aarde
Chocky, ruimteverkenner op aarde is een sciencefictionroman van John Wyndham. Het werd in 1968 in Engeland uitgebracht onder de titel Chocky bij de uitgeverij van Michael Joseph. In Nederland werd het in dat jaar (en in 1975) uitgebracht onder catalogusnummer 1391 in de Prisma Pockets-reeks door Uitgeverij Het Spectrum. In 2008 volgde nog een heruitgave bij Van Holkema & Warendorf in de serie vantoen.nu (waarvan het ISBN-nummer). Het is gebaseerd op een kort verhaal dat al in maart 1963 gepubliceerd werd in Amazing Stories. Ongeveer gelijktijdig met het boek werd door de British Broadcasting Corporation een hoorspel opgenomen, in 1975 werd het boek verspreid over zeven avonden voorgelezen op BBC Radio 4 en in 1998 volgde nog een negentig-minutenversie, ook weer op de BBC. In 1984 was op de Britse televisie de gelijknamige serie te zien (Chocky, Chocky’s children en Chocky’s challenge, die in 2010 op dvd werd uitgebracht. Deze serie was in de jaren 1985 en 1986 te zien bij de Belgische Radio- en Televisieomroep en op Nederland 1.
David en Mary Gore hebben twee kinderen. Hun geadopteerde zoon Matthew en eigen dochter Polly. Het gezin heeft net een periode afgesloten waarin Polly een fantasievriendin Piff had, als Matthew soortgelijke symptomen begint te vertonen. Het verschil is dat Chocky de fantasievriend alleen maar informatie lijkt te willen uitwisselen omtrent het leven op Aarde. De gehele familie komt zich er mee bemoeien en ook psychologen worden ingeschakeld om te proberen te achterhalen wat het geval is. Het escaleert als Matthew zich door Chocky geestelijk laat uitschakelen om beter te functioneren. Chocky kan dan rechtstreeks met aardbewoners communiceren. Zo komen er tekeningen van vreemde werelden uit het hoofd van Matthew en ook redt Matthew zijn zus van de verdrinkingsdood terwijl hijzelf nauwelijks kan zwemmen. Als Matthew vanwege zijn extra kennis slachtoffer dreigt te worden van commerciële belangen, verbreekt Chocky het contact. De vader krijgt de mededeling dat Chocky Matthew wel zal blijven volgen, maar dat Matthew dat niet zal weten.